# Wyżyna Jańsko-Ojmiakońska
Wyżyna Jańsko-Ojmiakońska (ros. Яно-Оймяконское нагорье, Jano-Ojmiakonskoje nagorje) – wyżyna w azjatyckiej części Rosji, w Jakucji.
Długość pasma ok. 1100 km; leży pomiędzy Górami Wierchojańskimi (na zachodzie) a Górami Czerskiego (na wschodzie). Składa się z trzech głównych krain: Płaskowyżu Jańskiego, Płaskowyżu Elgińskiego i Wyżyny Ojmiakońskiej otoczonych niezbyt wysokimi pasmami górskimi (do 2000 m n.p.m.). Zbudowana głównie z piaskowców i łupków ilastych. W niższych partiach tajga modrzewiowa, w wyższych tundra górska, na południowych stokach miejscami step.
Główne miejscowości: Wierchojańsk, Ojmiakon.